# Alfredo Dinale
Alfredo Dinale (Marostica, 11 maart 1900 – Vicenza, 2 december 1976) was een Italiaans wielrenner.

## Belangrijkste overwinningen
1924
- Coppa Bernocchi
- in de ploegachtervolging

1929
- 11e en 14e etappe Ronde van Italië
- Zesdaagse van Dortmund

1931
- Zesdaagse van Parijs
- Zesdaagse van Dortmund

## Resultaten in voornaamste wedstrijden
| Jaar | Ronde van Italië | Ronde van Frankrijk | Ronde van Spanje |
| ---- | ---------------- | ------------------- | ---------------- |
| 1924 |                  |                     |                  |
| 1925 | opgave           |                     |                  |
| 1926 | opgave           |                     |                  |
| 1928 | 19e              |                     |                  |
| 1929 | 40e (2)          |                     |                  |
| 1930 | 29e              |                     |                  |

| Jaar | Milaan-San Remo | Ronde van Lombardije |
| ---- | --------------- | -------------------- |
| 1924 | 16e             | 10e                  |
| 1925 | 7e              | 14e                  |
| 1926 |                 |                      |
| 1928 |                 |                      |
| 1929 |                 |                      |
| 1930 |                 |                      |

1908: Jones, Kingsbury, Meredith, Payne ·
1920: Magnani, Carli, Ferrario, Giorgetti ·
1924: De Martini, Dinale, Menegazzi, Zucchetti ·
1928: Facciani, Gaioni, Lusiani, Tasselli ·
1932: Pedretti, Borsari, Cimatti, Ghilardi ·
1936: Nizerhy, Charpentier, Goujon, Lapébie ·
1948: Decanali, Adam, Blusson, Coste ·
1952: Morettini, Campana, de Rossi, Messina ·
1956: Gasparella, Domenicali, Faggin, Gandini ·
1960: Vigna, Arienti, Testa, Vallotto ·
1964: Streng, Claesges, Henrichs, Link ·
1968: Lyngemark, Olsen, Asmussen, Jensen ·
1972: Schumacher, Colombo, Haritz, Hempel ·
1976: Vonhof, Braun, Lutz, Schumacher ·
1980: Manakov, Movtsjan, Ossokin, Petrakov ·
1984: Grenda, Turtur, Nichols, Woods ·
1988: Jekimov, Kasputis, Neljoebin, Oemaras ·
1992: Fulst, Glöckner, Lehmann, Steinweg ·
1996: Capelle, Ermenault, Monin, Moreau ·
2000: Fulst, Bartko, Becke, Lehmann ·
2004: Brown, McGee, Lancaster, Roberts ·
2008: Clancy, Manning, Thomas, Wiggins · 
2012: Burke, Clancy, Kennaugh, Thomas · 
2016: Burke, Clancy, Doull, Wiggins · 
2020: Consonni, Ganna, Lamon, Milan · 
2024:  Bleddyn, Welsford, Leahy, O'Brien
- International Standard Name Identifier: 0000 0000 2034 5568
- Library of Congress Control Number: n79013371
- Virtual International Authority File: 11115310
- WorldCat: E39PBJtCBTCM8VJ9yH9w66CbBP